# Улит-отшельник
Улит-отшельник (лат. Tringa solitaria) — вид птиц из семейства бекасовых.

## Описание
Длина тела составляет от 18 до 21 см. Размах крыльев — от 55 до 60 см. Масса варьируется от 35 до 60 г. Грудь белая, от головы до хвоста оперение коричневого цвета.
Питается беспозвоночными, иногда лягушками.

## Ареал
Гнездится в лесах Аляски и Канады.
Перелетная птица, зимует в Центральной и Южной Америке, особенно в бассейне реки Амазонка и Карибском бассейне. В летне-осенний период отмечены залёты в западную Европу.

## Поведение
Эта пресноводная птица часто встречается в местах, таких как канавы.
Улит-отшельник откладывает 3–5 яиц в заброшенных древесных гнеёдах певчих птиц, например дроздов.